# West Pearsall
West Pearsall és una concentració de població designada pel cens dels Estats Units a l'estat de Texas. Segons el cens del 2000 tenia 349 habitants.

## Demografia
Segons el cens del 2000, West Pearsall tenia 349 habitants, 107 habitatges, i 89 famílies. La densitat de població era de 1.684,4 habitants per km².
Dels 107 habitatges en un 40,2% hi vivien nens de menys de 18 anys, en un 54,2% hi vivien parelles casades, en un 20,6% dones solteres, i en un 16,8% no eren unitats familiars. En el 13,1% dels habitatges hi vivien persones soles el 5,6% de les quals corresponia a persones de 65 anys o més que vivien soles. El nombre mitjà de persones vivint en cada habitatge era de 3,26 i el nombre mitjà de persones que vivien en cada família era de 3,54.
Per edats la població es repartia de la següent manera: un 34,7% tenia menys de 18 anys, un 9,7% entre 18 i 24, un 28,4% entre 25 i 44, un 16,6% de 45 a 60 i un 10,6% 65 anys o més.
L'edat mediana era de 29 anys. Per cada 100 dones de 18 o més anys hi havia 100 homes.
La renda mediana per habitatge era de 26.000 $ i la renda mediana per família de 26.550 $. Els homes tenien una renda mediana de 14.205 $ mentre que les dones 12.917 $. La renda per capita de la població era de 8.168 $. Aproximadament l'11,3% de les famílies i el 7,9% de la població estaven per davall del llindar de pobresa.

## Poblacions més properes
El següent diagrama mostra les poblacions més properes.